# 大庫米庫什湖
60°20′08″N 55°16′16″E / 60.335488°N 55.271237°E
大庫米庫什湖（俄语：Большой Кумикуш），是俄羅斯的湖泊，位於該國中西部，由彼爾姆邊疆區負責管轄，處於切爾登區，面積17.8平方公里，海拔高度130.2米，平均水深3.5米。